# Jolanka
Jolanka è un personaggio immaginario protagonista di una omonima serie a fumetti italiana pubblicata dalla Furio Viano Editore negli anni settanta sulla scia del successo del fumetto erotico inaugurato dalla serie Isabella alla fine degli anni sessanta. Fu il primo fumetto per adulti realizzato a colori. La serie venne ristampata in formato tascabile in bianco e nero negli anni settanta in una nuova serie che presenta anche storie inedite. La serie ebbe un notevole successo raggiungendo alte tirature per un lungo periodo.

## Trama
Durante la seconda metà del XVI secolo, Jolanka, è una bella ragazza di nobili origini diventata la dama di compagnia di Maya De Rosales, amante del viceré di Panama; quest'ultima la introduce a corte ma presto nasce una rivalità fra le due che si innamorano del nobile Hidalgo. Jolanka riesce ad avere la meglio ma Maya per vendicarsi ordisce un complotto che costringe Hidalgo a fuggire per non essere imprigionato a seguito della falsa accusa di aver cospirato contro il viceré. Hidalgo, divenuto un fuorilegge, dopo essere finito a capo di una nave di pirati, morirà in un agguato. Jolanka, per vendicarsi di Maya, prende il comando della nave dei pirati indossando una maschera di Hidalgo vivendo avventure di genere piratesco con venature erotiche.